# 山后-上杜罗省

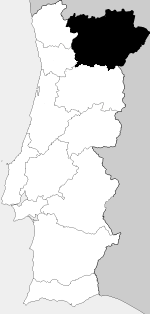
山後-上杜羅省

山後-上杜羅（葡萄牙語：Trás-os-Montes e Alto Douro，葡萄牙語發音：['tɾaz-uʃ-'mõtɨʃ i 'aɫtu 'do(ow)ɾu]）是葡萄牙歷史上的一个省份。今日為北部大區的一部分。